# Gametofit
Gametofit (grčki gamete, gametes = supruga, suprug i phyton = biljka) je kod biljaka spolna generacija koja stvara gamete, ili spolne rasplodne stanice. To je, dakle, haploidna faza smjene generacija.
Vrste biljaka kod kojih postoji smjena generacija postoje najmanje dva - u pravilu izgledom sasvim različita - pojavna oblika nazvana u spolnoj fazi gametofit, a u nespolnoj sporofit. Gametofiti stvaraju gamete (spolne stanice), a sporofiti spore, dakle stanice koje služe bespolnom razmnožavanju.
Gametofit je uvijek višestaničan. Raste iz spore jednog sporofita i zato je uvijek haploidan, što znači da svaka njegova stanica ima samo jednu polovinu kromosomskih parova. Gametofit razvija spolne organe, a u njima gamete. Nakon spajanja dvaju spolnih stanica nastaje jedan diploidni zigot, početak druge generacije (diploidna, sporofitna generacija). Drugim riječima, nakon spajanja dvaju spolnih stanica, zigot odrasta u sporofita, koji iza toga stvara spore iz kojih ponovo niču gametofiti, čime se zatvara krug tih dvaju generacija.